# Glenea bipunctithorax
Glenea bipunctithorax là một loài bọ cánh cứng trong họ Cerambycidae.